# Koshantschikovius erytoides
Koshantschikovius erytoides är en skalbaggsart som beskrevs av S. Endrödi 1983. Koshantschikovius erytoides ingår i släktet Koshantschikovius och familjen Aphodiidae. Inga underarter finns listade i Catalogue of Life.